# Satanic Surfers
Satanic Surfers é uma banda de punk rock sueca. A banda já fez shows em varios lugares do mundo, inclusive no Brasil. Um dos membros do grupo, o vocalista Rodrigo Alfaro, nascido no Uruguai, formou a banda junto com seu colega no colegial, Erik Kronwall.

## Membros ao longo do tempo
- Erik Kronwall - vocais (1989-1994); guitarra (1989-1992)
- Ulf Lundall - vocais (1994-1995)
- Rodrigo Alfaro - bateria (1989-2001); vocais (1995-2007)
- Magnus Lövberg - guitarra (1990-1992)
- Fredrik Jakobsen - guitarra (1992-2007)
- Magnus Blixtberg - guitarra (1993-2006)
- Daniel Johansson - guitarra (2006-2007)
- Robert Jonsson - baixo (1989-1991)
- Tomek Sokolowski - baixo (1991-1999)
- Mathias Blixtberg - baixo (1999-2003)
- Martin Svensson - bateria (2001-2003)
- Andy Dahlström - baixo (2003-2007)
- Robert Samsonovitz - bateria (2004-2007)

## Discografia
- Skate To Hell EP (Independente, 1993; Bad Taste, 1994)
- Keep Out! EP (Burning Heart, 1994)
- Hero Of Our Time (Burning Heart, 1995 / Theologian, 1996)
- 666 Motor Inn (Burning Heart, 1997)
- Going Nowhere Fast (Burning Heart, 1999 / Epitaph, 1999)
- Songs From The Crypt (Bad Taste, 1999 / Hopeless, 2000)
- Fragments And Fractions (Bad Taste, 2000)
- Unconsciously Confined (Bad Taste, 2002)
- Taste The Poison (Bad Taste, 2005)
- Back From Hell (independente, 2018)